# Imre Németh (lekkoatleta)
Imre Németh (ur. 23 września 1917 w Koszycach, zm. 18 sierpnia 1989 w Budapeszcie) – węgierski lekkoatleta, młociarz, mistrz olimpijski, rekordzista świata.

## Kariera
Németh dwukrotnie występował na igrzyskach olimpijskich. W 1948 r. na igrzyskach olimpijskich w Londynie zdobył złoty medal, a cztery lata później na igrzyskach w Helsinkach brązowy. Na mistrzostwach Europy w 1946 w Oslo zajął 4. miejsce, a na mistrzostwach Europy w 1954 w Bernie był szósty.
Trzykrotnie ustanawiał rekord świata w rzucie młotem:
- 59,02 m – 1948 r.
- 59,57 m – 1949 r.
- 59,88 m – 1950 r.

Swój rekord życiowy 60,31 m ustanowił w 1952 r.
Jego syn Miklós był znanym oszczepnikiem i mistrzem olimpijskim z 1976.